# Kevin Kim
Kevin Kim (Torrance, 26 juli 1978) is een voormalig Amerikaans tennisser van Koreaanse afkomst. Hij is prof sinds 1997 en kwam in 2004 voor het eerst binnen in de top 100. Zijn hoogste plaats op de ATP-ranglijst is de 63e, die hij behaalde op 21 maart 2005.
Kim heeft in zijn carrière nog geen enkeltoernooi kunnen winnen en stond nog nooit in de finale van een ATP-toernooi. Hij heeft in het enkelspel echter wel negen challengers op zijn naam staan. Zijn beste resultaat in het enkelspel op een grandslamtoernooi is de derde ronde op de Australian Open in 2005.

## Carrière

### 1996 - 2000
Kim zette zijn eerste stappen op het ATP-circuit in 1996. Hij kreeg een wildcard voor de US Open van dat jaar. Hij verloor in de eerste ronde van zijn landgenoot David Wheaton, die eveneens met een wildcard tot het toernooi was toegelaten. In 1997 werd Kim proftennisser. Hij speelde vanaf dan hoofdzakelijk futures- en challengertoernooien. In 1999 won hij zijn eerste challenger in het dubbel, in het Canadese Granby en haalde hij zijn eerste enkelfinale in de challenger van Lexington. Hij nam dat jaar ook weer deel aan de US Open met een wildcard, maar werd in de eerste ronde gewipt door Fernando Meligeni. In 2000 boekte Kim zijn eerste winst in een ATP-toernooi. Hij verloeg in de eerste ronde van het ATP-toernooi van Washington zijn landgenoot David Caldwell. In de tweede ronde verloor hij van Àlex Corretja. Hij kreeg opnieuw een wildcard voor de US Open en verloor opnieuw in de eerste ronde.

### 2001 - 2004
In het najaar van 2001 won Kim zijn eerste challenger. In de finale van de challenger van Burbank versloeg hij Vincent Spadea met 6-2, 6-4. In 2002 en 2003 haalde hij telkens de finale van de challenger van Joplin. In 2004 wist Kim zich te kwalificeren voor de hoofdtabel van Roland Garros. Hij verloor in de eerste ronde van het tiende reekshoofd, de Fransman Sébastien Grosjean. In september bereikte hij in Peking zijn eerste ATP-kwartfinale, die hij verloor van de uiteindelijke winnaar Marat Safin. Hij won dat jaar 3 challengers (Andorra, Aptos en Burbank) en dook op het eind van het jaar voor het eerst de top 100 binnen. Hij sloot het jaar af op plaats 99.

### 2005
In 2005 won Kim voor het eerst een match op een grandslamtoernooi. Op de Australian Open haalde hij de derde ronde, met winst tegen Lee Hyung-taik en Guillermo García López. Hij verloor in de derde ronde van ex-Australian Openkampioen Thomas Johansson. Hij haalde de kwartfinale op het ATP-toernooi van Delray Beach en haalde de tweede ronde op de Masterstoernooien van Indian Wells en Miami. In maart haalde hij de 63e plaats, zijn hoogste plaats op de ATP-ranglijst. Op Roland Garros werd hij in de eerste ronde uitgeschakeld. Op Wimbledon haalde hij de tweede ronde. Op de US Open werd hij meteen in de eerste ronde gewipt. Kim eindigde 2005 op plaats 98 op de ranglijst.

### 2006 - 2009
Op de Australian Open van 2006 haalde Kim de tweede ronde. In februari won hij de challenger van Dallas. Net zoals in 2005 haalde hij de tweede ronde op de Masterstoernooien van Indian Wells en Miami. Op Roland Garros haalde hij voor het eerst de tweede ronde (winst tegen Julio Silva, verlies tegen de uiteindelijke winnaar Rafael Nadal). Op Wimbledon en de US Open werd hij meteen in de eerste ronde uitgeschakeld.
In 2007 kwalificeerde Kim zich voor de Australian Open, maar hij verloor in de eerste ronde van Stanislas Wawrinka. In juni won hij de challenger van Yuba City. Op Wimbledon verloor hij in de eerste ronde van Nicolás Lapentti. In 2008 kon Kim zich enkel kwalificeren voor Wimbledon. Hij verloor in de eerste ronde. In juli 2008 won hij de challenger van Aptos en in september die van Tulsa.
In 2009 haalde hij de tweede ronde op het Masterstoernooi van Miami (winst tegen Michaël Llodra, verlies tegen Roger Federer). Op Roland Garros werd hij in de eerste ronde uitgeschakeld door de latere verliezend finalist Robin Söderling. Ook op Wimbledon raakte hij niet verder dan de eerste ronde, na verlies tegen David Ferrer. In juli haalde hij de kwartfinale op het ATP-toernooi van Newport en op de US Open bereikte hij de tweede ronde. In beide gevallen werd hij uitgeschakeld door zijn landgenoot Sam Querrey. Kims beste resultaat in het najaar was de winst op de challenger van Charlottesville.

### 2010 - 2011
In 2010 en 2011 speelde Kim hoofdzakelijk challengers, maar zonder grote resultaten.

## Palmares
| Legenda                       | Legenda               |
| ----------------------------- | --------------------- |
| Grand Slam                    |                       |
| Olympische Spelen             |                       |
| tot 2009                      | vanaf 2009            |
| Tennis Masters Cup            | ATP Finals            |
| ATP Masters Series            | ATP Tour Masters 1000 |
| ATP International Series Gold | ATP Tour 500          |
| ATP International Series      | ATP Tour 250          |

### Enkelspel
| Nr.                  | Datum            | Toernooi        | Ondergrond | Tegenstander in finale | Score            |
| -------------------- | ---------------- | --------------- | ---------- | ---------------------- | ---------------- |
| Gewonnen challengers |                  |                 |            |                        |                  |
| 1.                   | 29 oktober 2001  | Burbank         | Hardcourt  | Vincent Spadea         | 6-2, 6-4         |
| 2.                   | 21 juni 2004     | Andorra         | Hardcourt  | Gilles Müller          | 6-4, 6-0         |
| 3.                   | 19 juli 2004     | Aptos           | Hardcourt  | Frank Dancevic         | 7-6(2), 6-3      |
| 4.                   | 18 oktober 2004  | Burbank         | Hardcourt  | Robert Kendrick        | 7-5, 1-6, 6-3    |
| 5.                   | 6 februari 2006  | Dallas          | Hardcourt  | Robert Kendrick        | 1-6, 6-4, 6-1    |
| 6.                   | 4 juni 2007      | Yuba City       | Hardcourt  | Bobby Reynolds         | 6-4, 0-6, 6-3    |
| 7.                   | 14 juli 2008     | Aptos           | Hardcourt  | Andrea Stoppini        | 7-5, 6-1         |
| 8.                   | 8 september 2008 | Tulsa           | Hardcourt  | Vincent Spadea         | 6-3, 3-6, 6-4    |
| 9.                   | 2 november 2009  | Charlottesville | Hardcourt  | Somdev Devvarman       | 6-4, 6-7(8), 6-4 |

### Dubbelspel
| Nr.                              | Datum         | Toernooi    | Ondergrond | Partner          | Tegenstanders in finale      | Score         | Details       |
| -------------------------------- | ------------- | ----------- | ---------- | ---------------- | ---------------------------- | ------------- | ------------- |
| Verloren finales herendubbel     |               |             |            |                  |                              |               |               |
| 1.                               | 30 april 2001 | ATP Houston | Gravel     | Jim Thomas       | Mahesh Bhupathi Leander Paes | 6-7(4), 2-6   | Details       |
| Gewonnen challengers herendubbel |               |             |            |                  |                              |               |               |
| 1.                               | 5 juli 1999   | Granby      | Hardcourt  | Jimy Szymanski   | Harel Levy Lior Mor          | 4-6, 6-1, 6-4 | 4-6, 6-1, 6-4 |
| 2.                               | 3 juli 2006   | Cordoba     | Hardcourt  | Justin Gimelstob | Ivo Klec Jan Mertl           | 6-3, 7-5      | 6-3, 7-5      |

## Prestatietabellen
| Legenda | Legenda                          |
| ------- | -------------------------------- |
| g.t.    | geen toernooi gehouden           |
| l.c.    | lagere categorie                 |
| –       | niet deelgenomen                 |
| G       | uitgeschakeld in de groepsfase   |
| 1R      | uitgeschakeld in de eerste ronde |
| 2R      | uitgeschakeld in de tweede ronde |
| 3R      | uitgeschakeld in de derde ronde  |
| 4R      | uitgeschakeld in de vierde ronde |
| KF      | uitgeschakeld in de kwartfinale  |
| HF      | uitgeschakeld in de halve finale |
| F       | de finale verloren               |
| W       | het toernooi gewonnen            |
| w-v     | winst/verlies-balans             |

### Prestatietabel enkelspel
Deze gegevens zijn bijgewerkt tot en met 30 december 2011.
| Toernooi              | 1996              | 1997              | 1998              | 1999              | 2000              | 2001              | 2002              | 2003              | 2004              | 2005              | 2006              | 2007              | 2008              | 2009          | 2010          | 2011          | 2012          | Carrière w-v |
| --------------------- | ----------------- | ----------------- | ----------------- | ----------------- | ----------------- | ----------------- | ----------------- | ----------------- | ----------------- | ----------------- | ----------------- | ----------------- | ----------------- | ------------- | ------------- | ------------- | ------------- | ------------ |
| Grandslamtoernooien   |                   |                   |                   |                   |                   |                   |                   |                   |                   |                   |                   |                   |                   |               |               |               |               |              |
| Australian Open       | –                 | –                 | –                 | –                 | –                 | –                 | –                 | –                 | –                 | 3R                | 2R                | 1R                | –                 | –             | –             | –             |               | 3-3          |
| Roland Garros         | –                 | –                 | –                 | –                 | –                 | –                 | –                 | –                 | 1R                | 1R                | 2R                | –                 | –                 | 1R            | –             | –             |               | 1-4          |
| Wimbledon             | –                 | –                 | –                 | –                 | –                 | –                 | –                 | –                 | –                 | 2R                | 1R                | 1R                | 1R                | 1R            | –             | –             |               | 1-5          |
| US Open               | 1R                | –                 | –                 | 1R                | 1R                | –                 | –                 | –                 | –                 | 1R                | 1R                | –                 | –                 | 2R            | –             | –             |               | 1-6          |
| Winst-verlies         | 0-1               | 0-0               | 0-0               | 0-1               | 0-1               | 0-0               | 0-0               | 0-0               | 0-1               | 3-4               | 2-4               | 0-2               | 0-1               | 1-3           | 0-0           | 0-0           | 0-0           | 6-18         |
| ATP World Tour Finals |                   |                   |                   |                   |                   |                   |                   |                   |                   |                   |                   |                   |                   |               |               |               |               |              |
| ATP World Tour Finals | –                 | –                 | –                 | –                 | –                 | –                 | –                 | –                 | –                 | –                 | –                 | –                 | –                 | –             | –             | –             |               | 0-0          |
| ATP Masters 1000      |                   |                   |                   |                   |                   |                   |                   |                   |                   |                   |                   |                   |                   |               |               |               |               |              |
| Indian Wells          | –                 | –                 | –                 | –                 | –                 | –                 | –                 | –                 | –                 | 2R                | 2R                | –                 | –                 | 1R            | –             | –             |               | 2-3          |
| Miami                 | –                 | –                 | –                 | –                 | –                 | –                 | –                 | –                 | –                 | 2R                | 2R                | 2R                | –                 | 2R            | –             | –             |               | 4-4          |
| Monte Carlo           | –                 | –                 | –                 | –                 | –                 | –                 | –                 | –                 | –                 | –                 | –                 | –                 | –                 | –             | –             | –             |               | 0-0          |
| Rome                  | –                 | –                 | –                 | –                 | –                 | –                 | –                 | –                 | –                 | –                 | –                 | –                 | –                 | –             | –             | –             |               | 0-0          |
| Hamburg               | –                 | –                 | –                 | –                 | –                 | –                 | –                 | –                 | –                 | –                 | –                 | –                 | –                 | l.c.          | l.c.          | l.c.          | l.c.          | 0-0          |
| Stuttgart             | –                 | –                 | –                 | –                 | –                 | –                 | geen toernooi     | geen toernooi     | geen toernooi     | geen toernooi     | geen toernooi     | geen toernooi     | geen toernooi     | geen toernooi | geen toernooi | geen toernooi | geen toernooi | 0-0          |
| Madrid                | geen toernooi     | geen toernooi     | geen toernooi     | geen toernooi     | geen toernooi     | geen toernooi     | –                 | –                 | –                 | –                 | –                 | –                 | –                 | –             | –             | –             |               | 0-0          |
| Montréal/Toronto      | –                 | –                 | –                 | –                 | –                 | –                 | –                 | –                 | –                 | 1R                | 2R                | –                 | –                 | –             | –             | –             |               | 1-2          |
| Cincinnati            | –                 | –                 | –                 | –                 | –                 | –                 | –                 | –                 | –                 | –                 | –                 | –                 | –                 | –             | –             | –             |               | 0-0          |
| Shanghai              | geen Masters 1000 | geen Masters 1000 | geen Masters 1000 | geen Masters 1000 | geen Masters 1000 | geen Masters 1000 | geen Masters 1000 | geen Masters 1000 | geen Masters 1000 | geen Masters 1000 | geen Masters 1000 | geen Masters 1000 | geen Masters 1000 | –             | –             | –             |               | 0-0          |
| Parijs                | –                 | –                 | –                 | –                 | –                 | –                 | –                 | –                 | –                 | –                 | –                 | –                 | –                 | –             | –             | –             |               | 0-0          |
| Statistieken          |                   |                   |                   |                   |                   |                   |                   |                   |                   |                   |                   |                   |                   |               |               |               |               |              |
| Totaal aantal titels  | 0                 | 0                 | 0                 | 0                 | 0                 | 0                 | 0                 | 0                 | 0                 | 0                 | 0                 | 0                 | 0                 | 0             | 0             | 0             | 0             | 0            |
| Totaal winst-verlies  | 0-1               | 0-0               | 0-0               | 0-2               | 2-5               | 1-3               | 2-3               | 0-1               | 2-3               | 19-25             | 7-18              | 3-14              | 0-3               | 7-16          | 1-3           | 0-0           | 0-0           | 44-97        |
| Eindejaarsranking     | 1294              | 968               | 347               | 211               | 160               | 166               | 249               | 212               | 99                | 98                | 105               | 198               | 108               | 117           | 243           | 430           |               | n.v.t.       |

N.B. "l.c." = lagere categorie

### Prestatietabel dubbelspel (grand slam)
| Grandslamtoernooien   |     |     |     |     |     |     |     |     |     |     |     |     |      |     |        |
| Australian Open       | –   | –   | –   | –   | –   | –   | 1R  | –   | 1R  | –   | –   | –   | –    |     | 0-2    |
| Roland Garros         | –   | –   | –   | –   | –   | –   | 3R  | –   | –   | –   | –   | –   | –    |     | 2-1    |
| Wimbledon             | –   | 1R  | 2R  | –   | –   | –   | 1R  | 1R  | 2R  | –   | –   | –   | –    |     | 2-5    |
| US Open               | 1R  | 2R  | 1R  | 1R  | –   | –   | –   | –   | –   | –   | –   | –   | –    |     | 1-4    |
| Winst-verlies         | 0-1 | 1-2 | 1-2 | 0-1 | 0-0 | 0-0 | 2-3 | 0-1 | 1-2 | 0-0 | 0-0 | 0-0 | 0-0  | 0-0 | 5-12   |
| ATP World Tour Finals |     |     |     |     |     |     |     |     |     |     |     |     |      |     |        |
| ATP World Tour Finals | –   | –   | –   | –   | –   | –   | –   | –   | –   | –   | –   | –   | –    |     | 0-0    |
| Statistieken          |     |     |     |     |     |     |     |     |     |     |     |     |      |     |        |
| Totaal aantal titels  | 0   | 0   | 0   | 0   | 0   | 0   | 0   | 0   | 0   | 0   | 0   | 0   | 0    | 0   | 0      |
| Eindejaarsranking     | 190 | 174 | 164 | 197 | 270 | 340 | 135 | 157 | 416 | 438 | 790 | 658 | g.r. |     | n.v.t. |

N.B. "g.r." = geen ranking